# Entmistung

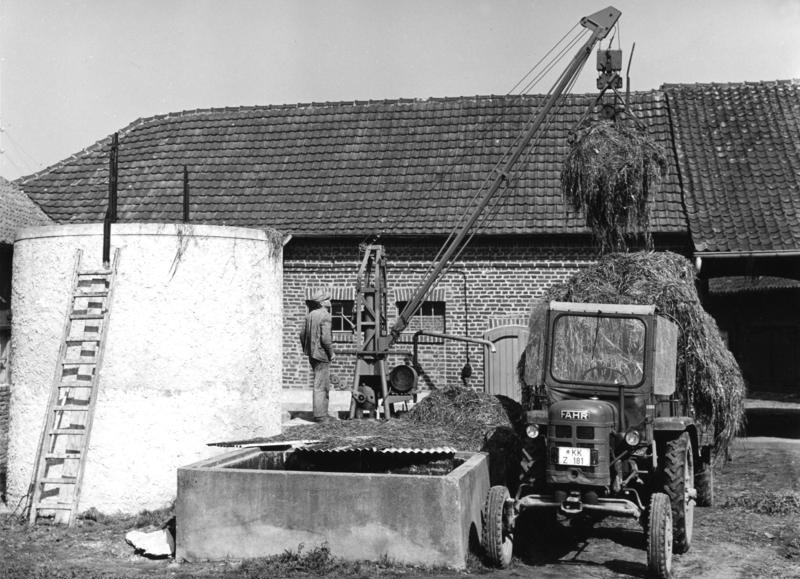
Stallentmistung 1957

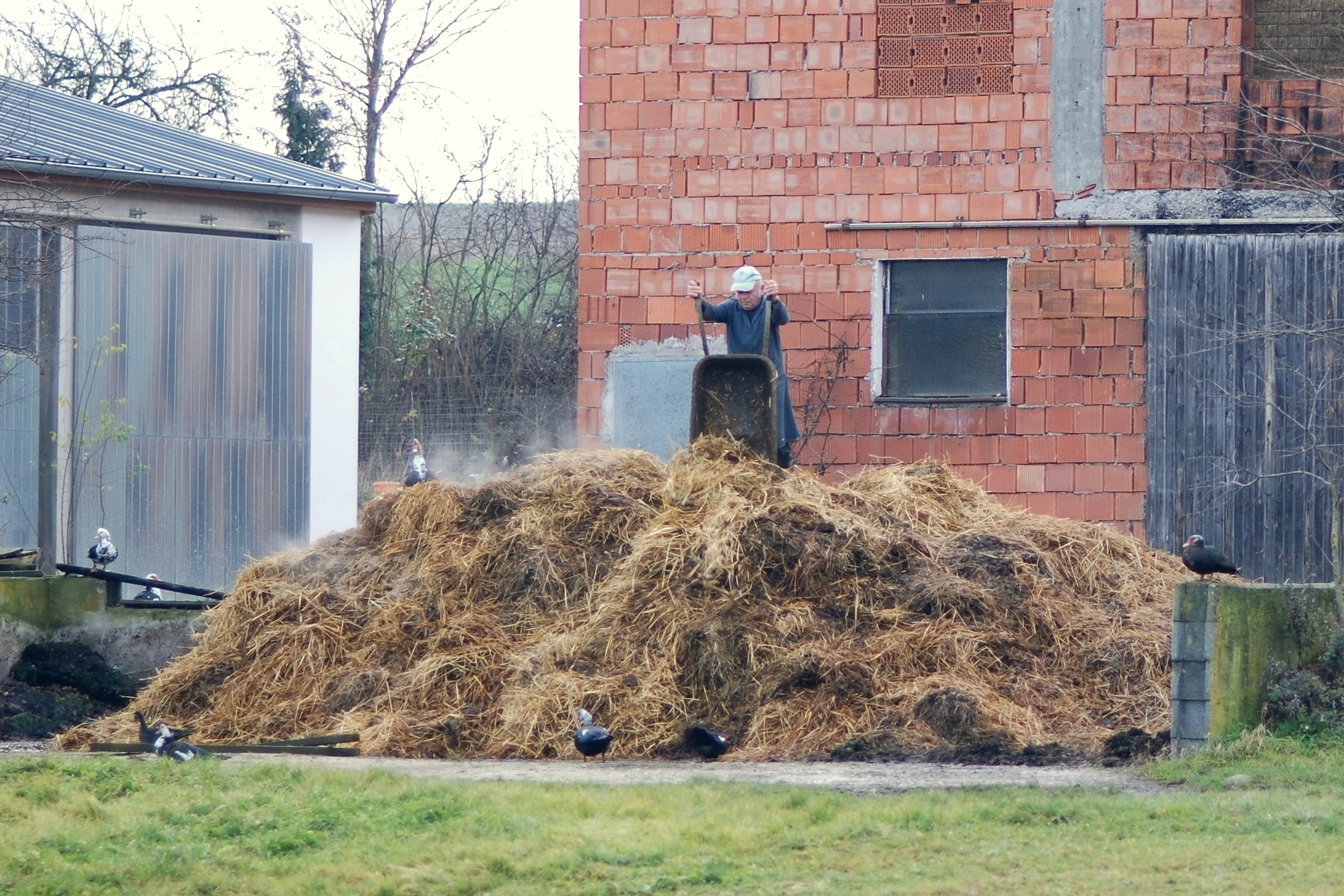
Entmistung mit dem Schubkarren in Österreich

Mit Entmistung und Entmistungstechnik werden technische Lösungen und Hilfsmittel für den Umgang mit den bei der Tierhaltung anfallenden Mistmengen bezeichnet. Das händische wie mobile Entmisten ist zeitaufwändig und körperlich anstrengend – und bereits im Altertum wurde (vgl. Augiasstall) über entsprechende technische Erleichterungen nachgedacht.

## Historische Bedeutung

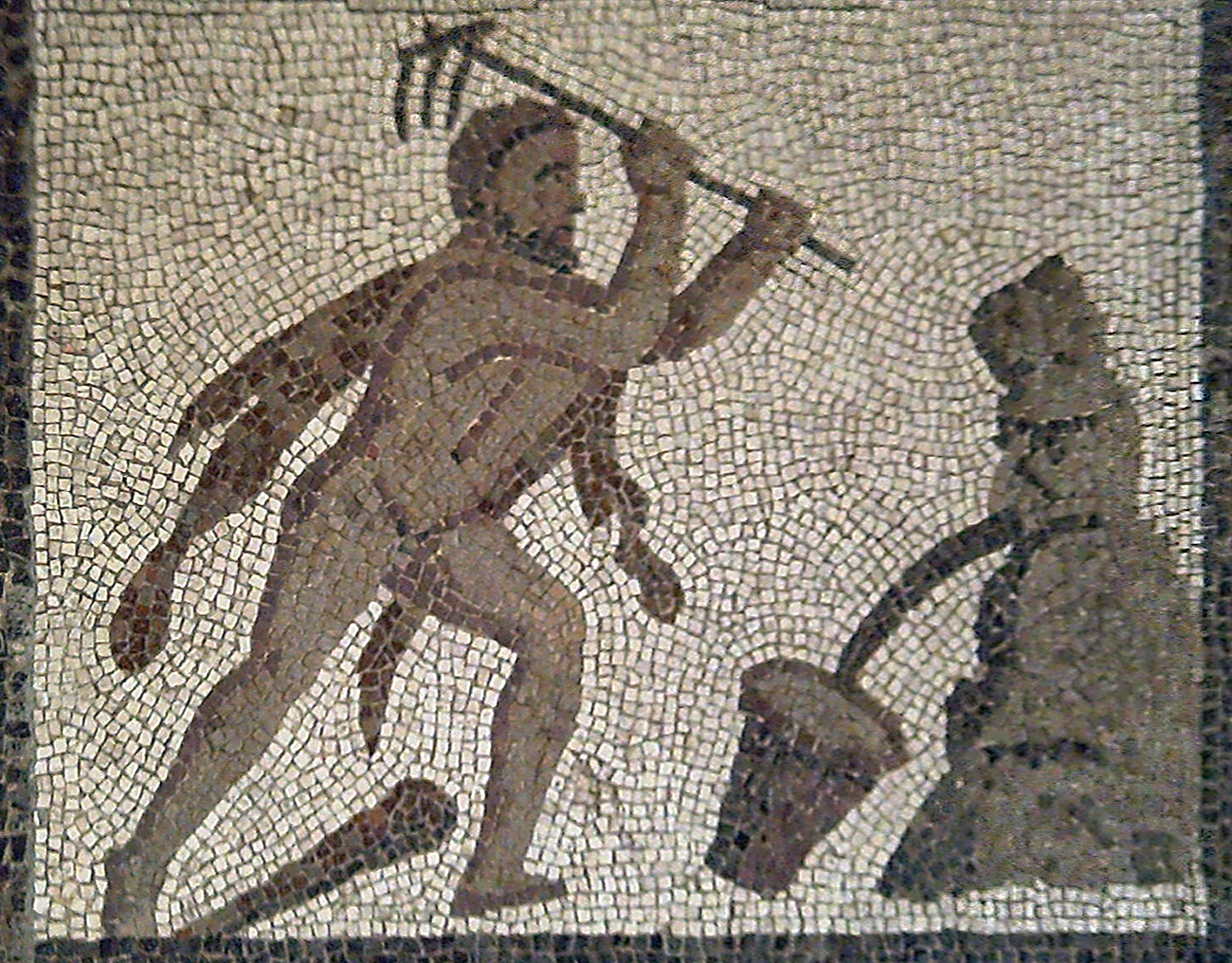
Herkules mit der Mistgabel

Mit der Neolithischen Revolution begann auch die Domestizierung von Tieren. Bereits über Jahrtausende hinweg war die Waldhute belegt, bevor in der Bronzezeit frühe Wohnstallhäuser entstanden und die Viehzucht gegenüber der reinen Jagd zunehmend an Bedeutung gewann. Erst mit der zivilisationsnahen Stallhaltung entstand, menschengemacht, die Problematik der Entmistung.
Der Sage nach bestand eine der zwölf legendären Aufgaben des Herakles, die er im Auftrag seines Vetters König Eurystheus zu vollbringen hatte, darin, die Rinderställe des Augias auszumisten, in denen die stattliche Anzahl von über 3000 Rindern gehalten worden sein soll. Eurystheus hatte Herakles auch zur Bedingung gemacht, binnen eines Tages fertig zu sein. Die Ställe waren der griechischen Sage nach schon seit 30 Jahren nicht mehr gereinigt worden. Herakles erledigte die Aufgabe, indem er die Fundamente des Stalls an einer Seite aufbrach und durch einen Kanal das Wasser der Flüsse Alpheios (Ἀλφειός) und Peneios (Πηνειός) durch den Stall leitete und somit die Augiasställe säuberte. Die Arbeit wurde ihm im nur bedingt an der Mechanisierung interessierten Altertum nicht angerechnet, da nicht er selbst, sondern das Wasser das Entmisten vollbracht hatte.
Im übertragenen Sinne wird mit dem Entmisten eines Schreibtisches oder Arbeitsplatzes gelegentlich überfälliges Aufräumen und Archivieren bezeichnet.

## Grundlagen

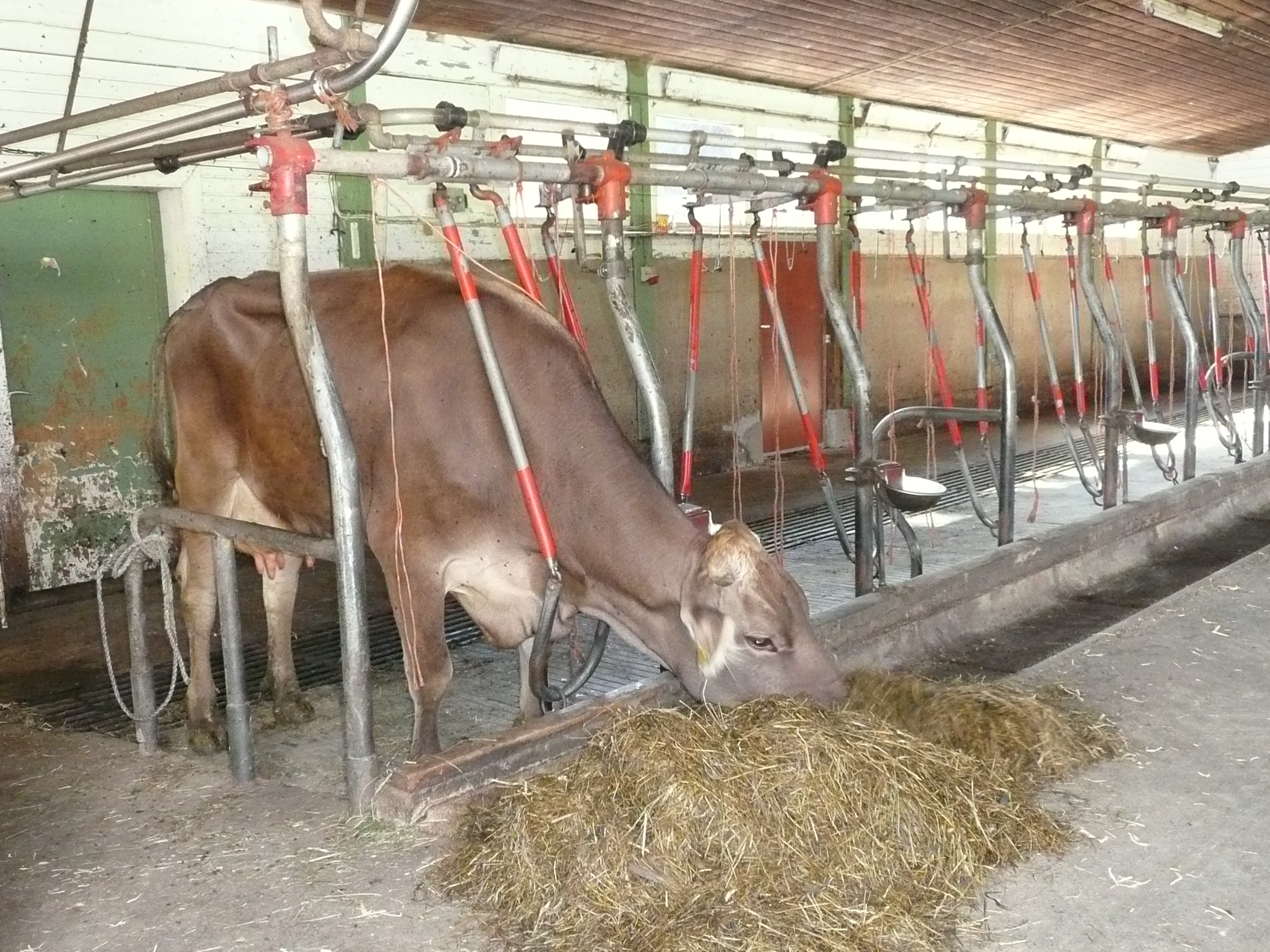
Anbindestall eines Milchviehbetriebes mit Teilspaltenboden

Unter Mist werden die mit der Einstreu, Stroh oder Futterresten (etwa Heu) vermischten Exkremente verstanden. Bei Pferden und anderen Großtieren fallen etwa 30 – 40 kg Mist pro Tag an, was zu über 10 Tonnen Mist pro Jahr und Pferd führt. Bei 80 GVE (Großvieheinheiten) in einem Betrieb mit Ganzjahresstallhaltung kommen etwa 1500 Kubikmeter Gülle oder 800 Tonnen Stallmist im Jahr auf. Mist selbst ist ein wichtiger Wirtschaftsdünger und wird in den landwirtschaftlichen Betrieben entsprechend weiterverwendet.
Die gesetzlichen Regelungen und baulichen Vorgaben zur Entmistung und Mistlagerung sind komplex und bereits innerhalb der Bundesrepublik nach Bundesland verschieden. Ein wesentliches Anliegen ist der Schutz des Grundwassers. Wichtig ist auch die Reduktion von Staub- und Geruchsbelästigungen wie die Anbindung an Biogasanlagen.

### Technische Ansätze
Grundsätzlich ergeben sich mehrere technische Ansatzpunkte für das Entmisten.

#### Spaltenboden
Bei einem Vollspaltenboden (Flüssigentmistung) fallen die Exkremente in unterhalb der geschlitzten Böden liegenden Kanal bzw. Güllekeller. Die so realisierte flüssige Entmistung der Viehställe hat die Einstreu und die Streuwiesen teilweise überflüssig gemacht, produziert dafür aber große Mengen Gülle. Ein Spaltenboden in einem Rinder- oder Schweinestall besteht abwechselnd aus den Balken, der Auftrittsfläche für die Tiere, und schmalen Spalten, diese sind ein Durchlass für Kot und Harn. Bei Teilspaltenböden ist nur der Bereich zum Koten und Urinieren mit Spaltenboden ausgestattet, der Fress- und Liegebereich kann zum Beispiel mit Stroh eingestreut sein. Beim Vollspaltenboden dagegen ist der gesamte Fress-, Liege- und Laufbereich mit Spaltenboden ausgestattet.

#### Schieberanlagen
Schieberanlagen befördern die anfallenden Mistmengen aus einem dafür angelegten flachen Transportbereich.
Die Fläche, auf der das Rind steht, kann gegenüber dem hinteren Bereich, wo Kot und Harn anfallen, um etwa 10–15 cm erhöht sein. Die von den Schieberanlagen befahrenen Flächen werden auf Dauer glatt und sollten als Liegeflächen vermieden werden.
Im Rinderlaufstall werden häufig Breitschieberanlagen zur Entmistung der Laufflächen eingesetzt. Bei den Breitschiebern gibt es Klapp-, Kombi-, Tretmist- und Faltschieber und neuerdings auch sogenannte Entmistungsroboter. Die Tiere können sich an den bei der stationären Schieberentmistung kontinuierlich umlaufenden Schieber durchaus gewöhnen. Für den nachträglichen Einbau etwa bei Pferdeställen tauglich sind Saugrohr-Entmistungsanlagen, die nach dem Staubsaugerprinzip funktionieren. Die Pferde gewöhnen sich an das entsprechende Geräusch oft schneller als die Reiter.

#### Mobile Entmistung
Mobile Entmistung bedeutet, den anfallenden Mist mit technischen Hilfsmitteln, etwa einem Kleintraktor oder Hoflader mit Schiebeschild aus dem Stallumfeld zu entfernen und auf die zugehörigen Lagerflächen zu verbringen. Nach wie vor wird auch händisch entmistet beziehungsweise von Hand oder mit kleineren Maschinen der Mist in die Reichweite von Entmistungsanlagen verbracht. Die mobile Entmistung findet oft in zeitlicher Nähe zum Melken statt und vermeidet so zu häufige Irritation der Tiere.

## Rolle der Haltungsformen

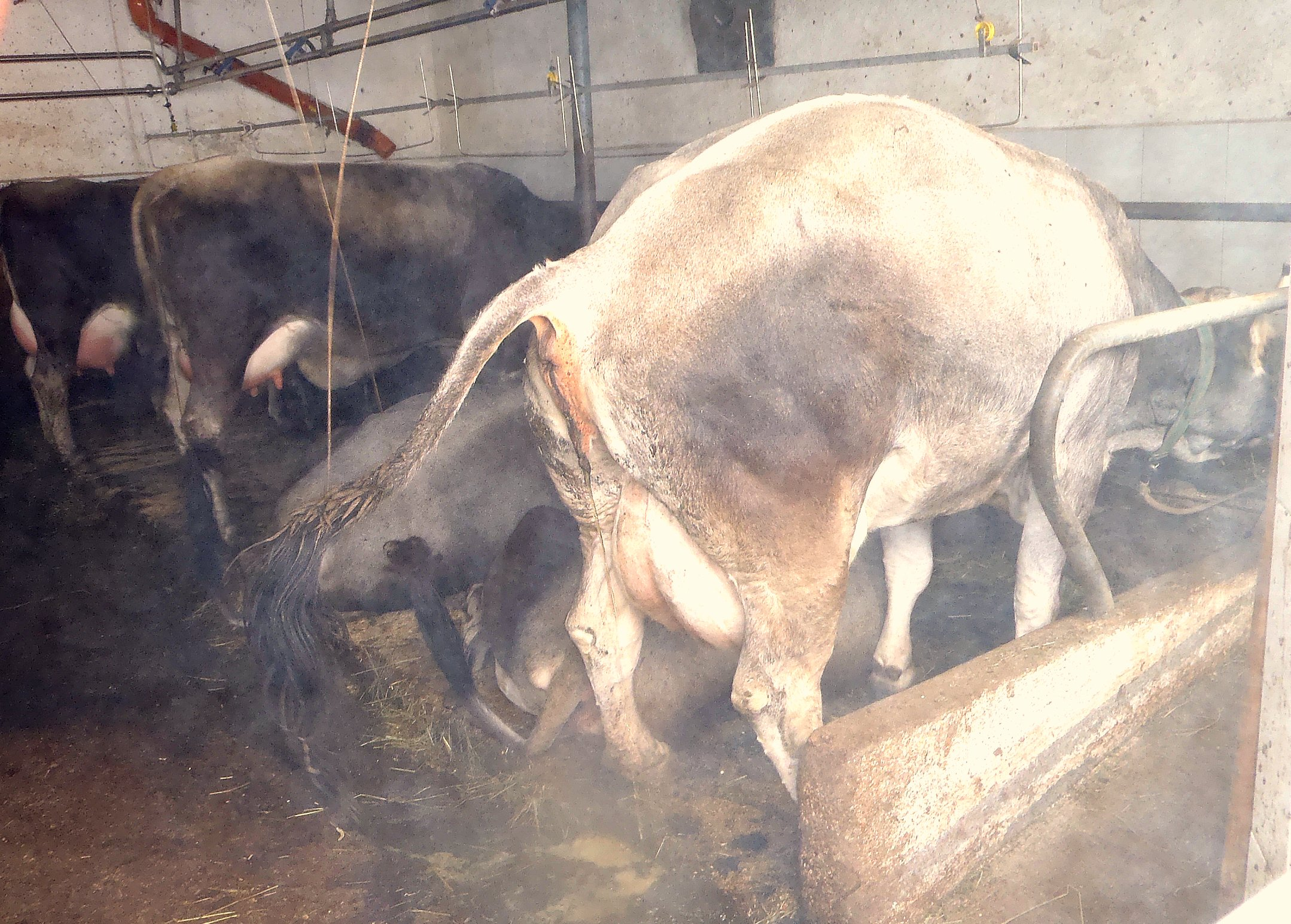
„Kuhtrainer“ über dem Nackenbereich von Milchkühen in Anbindehaltung, Südtirol 2010

### Anbindehaltung und Kuhtrainer
Je nachdem, wie lang die Standfläche bei der Anbindehaltung ist, spricht man von einem Kurz-, Mittellang- oder Langstand. Beim Kurzstand kommt das Tier oft mit dem Sprunggelenk auf der Kante zu liegen, wodurch Druckstellen und Hautabschürfungen entstehen. Beim Langstand fallen Kot und Harn oft auf die Standfläche. Beim Hinlegen verschmutzt das Tier leichter, wird feucht und Krankheitserreger können leichter in das Euter eindringen oder die Hufe beeinträchtigen. Um eine Verschmutzung der Liegeflächen durch Kot und Harn zu vermeiden, werden auch sogenannte Kuhtrainer eingesetzt. Wenn die Kühe vor dem Entkoten sich aufbäumten, wurden sie mit einem elektrischen Schlag dazu gebracht, sich nach hinten zu bewegen. Die Exkremente werden so eher in die Reichweite der Entmistungsanlage bzw. des Güllekanals abgegeben. Der Einsatz der Kuhtrainer ist seit 2010 in Deutschland verboten. Auch in einigen anderen Ländern dürfen sie nicht mehr eingesetzt oder zumindest nicht mehr neu installiert werden.

### Tretmiststall
Bei einem Tretmiststall hat der Liege- und Aufenthaltsbereich ein Gefälle zwischen 0 und 5 Prozent hin zum Fressbereich. Der Landwirt muss nur oben neu einstreuen und unten ausmisten. Das im Liegebereich eingestreute Stroh wird von den Tieren vermischt mit den Exkrementen Richtung Fressbereich getreten. Der Mist wird dort vom Landwirt alle drei bis vier Tage entfernt. Die Halteform setzt eine Mindestgröße der Tiere voraus und ist bei der Rinderhaltung aufgekommen.

### Freiflächen und Außenklimaställe
Eine wichtige Einschränkung bei den Schiebertechniken sind die mittlerweile stärker verbreiteten Außenklimaställe. Damit die Entmistungstechnik nicht oder nur an wenigen Tagen im Jahr an ihre Grenzen stößt, ist diese in der Planung und beim Unterhalt entsprechend anzupassen. Gefrorene Flächen können rutschig und daher für Tiere wie Menschen gefährlich werden, angefrorener Mist macht die Entmistung aufwändiger und kann die Anlagen beschädigen. Regelmäßiges Entmisten sowie das Streuen von Streusalz kann sich daher bewähren.

## Mechanisierung der Landwirtschaft
Eine Reihe von Herstellern von Stallungen wie Landmaschinentechnik bieten entsprechende technische Anlagen an. Ein Pionier war Emil Alfeld (1900–1961), der auch als singender Bauer bekannt wurde. Er bewirtschaftete den familieneigenen Bauernhof, wo er ausgehend von landwirtschaftlichen Tätigkeiten zahlreiche Erfindungen machte und so auch mehr Zeit für seine Hobbys hatte.
Die Investitionskosten sind erheblich. In der DDR erfolgten noch 1982 50 % der Entmistung und 40 % der Futterverteilung in der landwirtschaftlichen Tierhaltung von Hand. Es war für Ende der 1980er Jahre geplant gewesen, ein Fünftel der Tierbestände in entsprechenden Großanlagen zu konzentrieren. Die geplante Industrialisierung und Mechanisierung der Landwirtschaft konnte aber nur im Bereich der Pflanzenproduktion ansatzweise umgesetzt werden. Bereits Anfang der 1980er Jahre wurden dann wesentliche Investitionsvorhaben in eine intensivere Tierhaltung aus Geldmangel abgebrochen. Die DDR-Tierhaltung investierte zu wenig in Ausrüstung (unter anderem für die Entmistung) und zu viel in Baumaßnahmen und wurde damit zunehmend unwirtschaftlich. Auch in entsprechenden Großanlagen wurde bis zum Mauerfall noch von Hand entmistet.